# Vanilla ovata
Vanilla ovata är en orkidéart som beskrevs av Robert Allen Rolfe. Vanilla ovata ingår i släktet Vanilla och familjen orkidéer. Inga underarter finns listade i Catalogue of Life.